# Ditassa longiloba
Ditassa longiloba är en oleanderväxtart som beskrevs av George Bentham. Ditassa longiloba ingår i släktet Ditassa och familjen oleanderväxter. Inga underarter finns listade i Catalogue of Life.